# Aymara voogdi
Aymara voogdi är en ringmaskart som beskrevs av Wilhelm Michaelsen. Aymara voogdi ingår i släktet Aymara och familjen Glossoscolecidae. Inga underarter finns listade i Catalogue of Life.